# Mikimoto Kōkichi

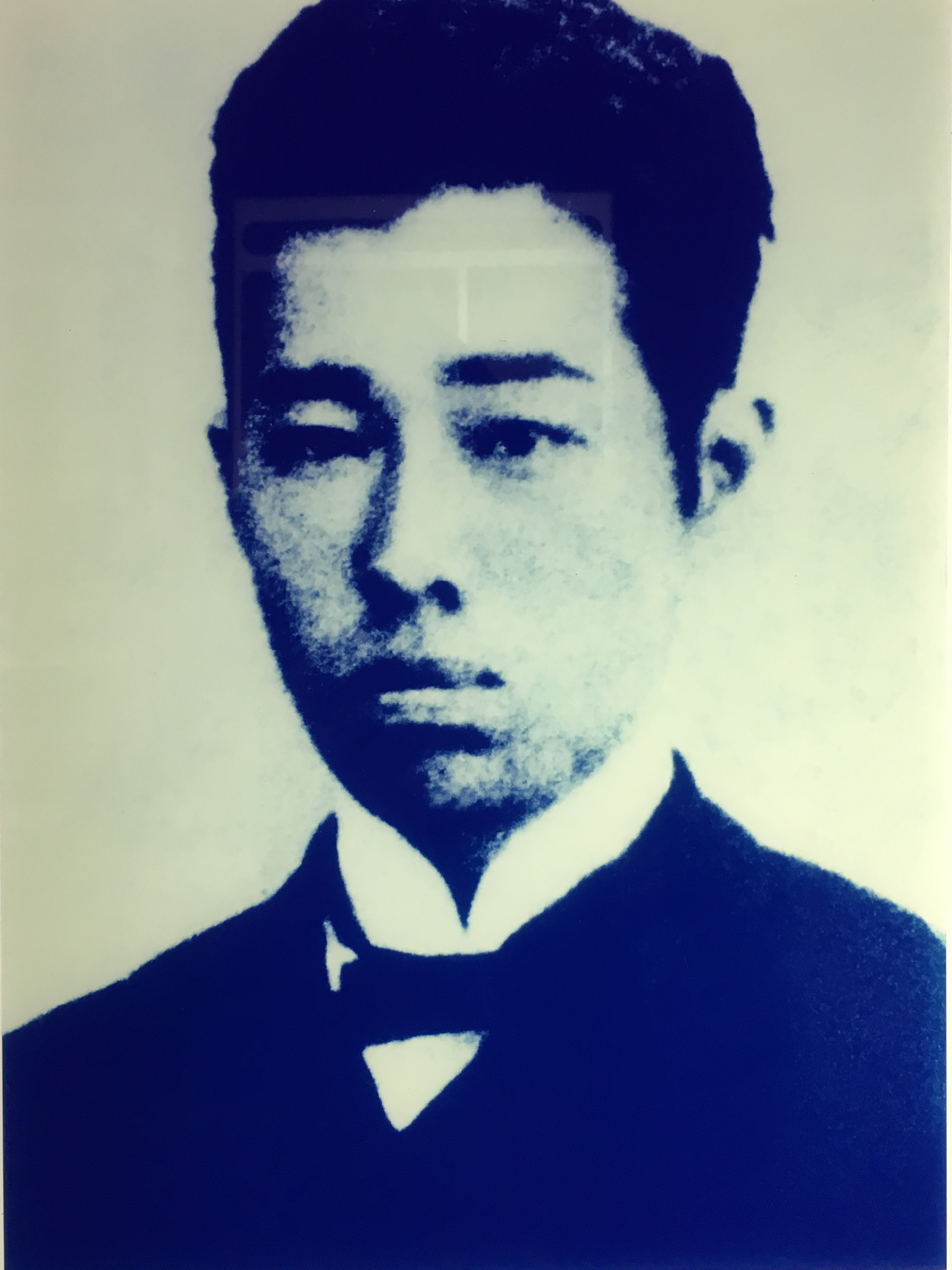
Kokichi Mikimoto jeune.

Le nom de famille, Mikimoto, précède le prénom.
Mikimoto Kōkichi  (御木本 幸吉) (5 janvier ou 10 mars 1858 – 21 septembre 1954) est un entrepreneur japonais, inventeur de la technique Mise/Nishikawa pour la production de perles de culture sphériques. Il est listé comme l'un des « Dix grands inventeurs japonais » en 1985 par l'office des brevets du Japon.

## Biographie

### Enfance et repères
Kokichi Mikimoto est né en 1858 de Otokichi (père, décédé en 1883 à l'âge de 96 ans) et Moto (mère, décédée en 1917 à l'âge de 82 ans). Fils ainé d'une famille de 8 garçons et 3 filles. Sa famille gérait un restaurant de nouilles à Toba nommé Awako. Son nom de naissance est Kichimatsu (de son grand-père Kichizo et de son père Otokichi).
C'est pendant l'année de sa naissance que le Japon dut s'ouvrir au commerce international avec les USA en juin.
Son grand-père, Kichizo, était un homme d'affaires talentueux et on disait de lui qu'il avait des yeux dans le dos. Il fit sa fortune avec le commerce de légumes, de charbon de bois et produits de la mer ainsi que le restaurant de nouilles. Kokichi était son préféré et l'a grandement influencé. Son grand-père décéda en 1867 lorsque Kokichi avait 9 ans.
Lorsque la santé du père de Kokichi déclina, le commerce de nouilles périclita. Bien que physiquement atteint, son père continua à avoir l'esprit créatif et fut aidé financièrement par la région pour son innovation dans le dessin technique d'un moulin à farine. Kokichi hérita de cet esprit inventif.
L'enfance de Kokichi coïncide avec les grands chamboulements politiques (1853-1877) qui menèrent à la restauration Meiji. Après la mort de son grand-père, il aida au restaurant tout en s'occupant de ses frères et sœurs. Il fréquenta souvent un temple, durant deux ans, pour le rétablissement de son père. Il était connu par les personnes du temple pour ses massages et ses jongleries avec les pieds. De 9 à 11 ans, il alla à l'école et apprit à lire, écrire, compter. À l'âge de 12 ans, il rejoignit une école privée occidentale où il apprit les bases de l'anglais et les chiffres arabes, ce qui n'était pas habituel. Dès son plus jeune âge, kokichi avait un rêve : "être le 3eme homme le plus riche de Toba" (les deux premiers lui paraissant inaccessibles). À l'âge de 13 ans, Kokichi commença un commerce de légumes et notamment de patates douces tout en aidant au restaurant.

### Début du succès dans le commerce
En 1875, un vaisseau anglais appareilla à Toba. Kokichi arriva à attirer les acheteurs du vaisseau grâce à ses tours de jonglage avec ses pieds.
Il devint l'unique fournisseur du bateau et gagna ses premières devises étrangères.
En 1878, à l'âge de 20 ans, Kokichi devint le chef de famille et adopta son nom d'adulte : Kokichi Mikimoto.

### Découverte du Japon et du commerce des perles
Après avoir lu le livre Seiyo-jijo de Yukichi Fukuzawa, il voulut découvrir autres choses que Toba et notamment voulut visiter Tokyo.
Avec la permission de son père, Kokichi fit un voyage de 11 jours à Tokyo à pied. Tout ce qu'il vit le surprit. Notamment le commerce d'abalones et de concombres de mer à Yokohama par les Chinois.
Il décida de se lancer dans le commerce des produits maritimes.
Il découvrit aussi les prix importants des perles de la province de Shima, ce qui détermina son futur. Les perles étaient une spécialité de cette province mais la surpêche était importante. Il fallait donc trouver un moyen de produire de façon artificielle des perles de nacre naturelles afin qu'elles ne disparaissent pas.
Il continua son voyage initiatique par Osaka et Kobe pour comprendre les circuits de vente.
Deux ans plus tard, il commençait à commercer et à vendre des concombres de mer et des abalones et de l'agar-agar.

### Rencontre de sa femme
C'est à cette période qu'il rencontra sa femme, Ume, ainsi que des personnes qui allaient l'aider ultérieurement : Narayoshi Yanagi, le secrétaire général de l'association de la pêche japonaise et  Kakichi Mitsukuri, professeur d'université à Tokyo. Il se maria avec Ume à l'âge de 23 ans. Elle en avait 17 et était la fille ainée d'un maitre d'arme de Toba.

### Début difficile dans la perle de culture

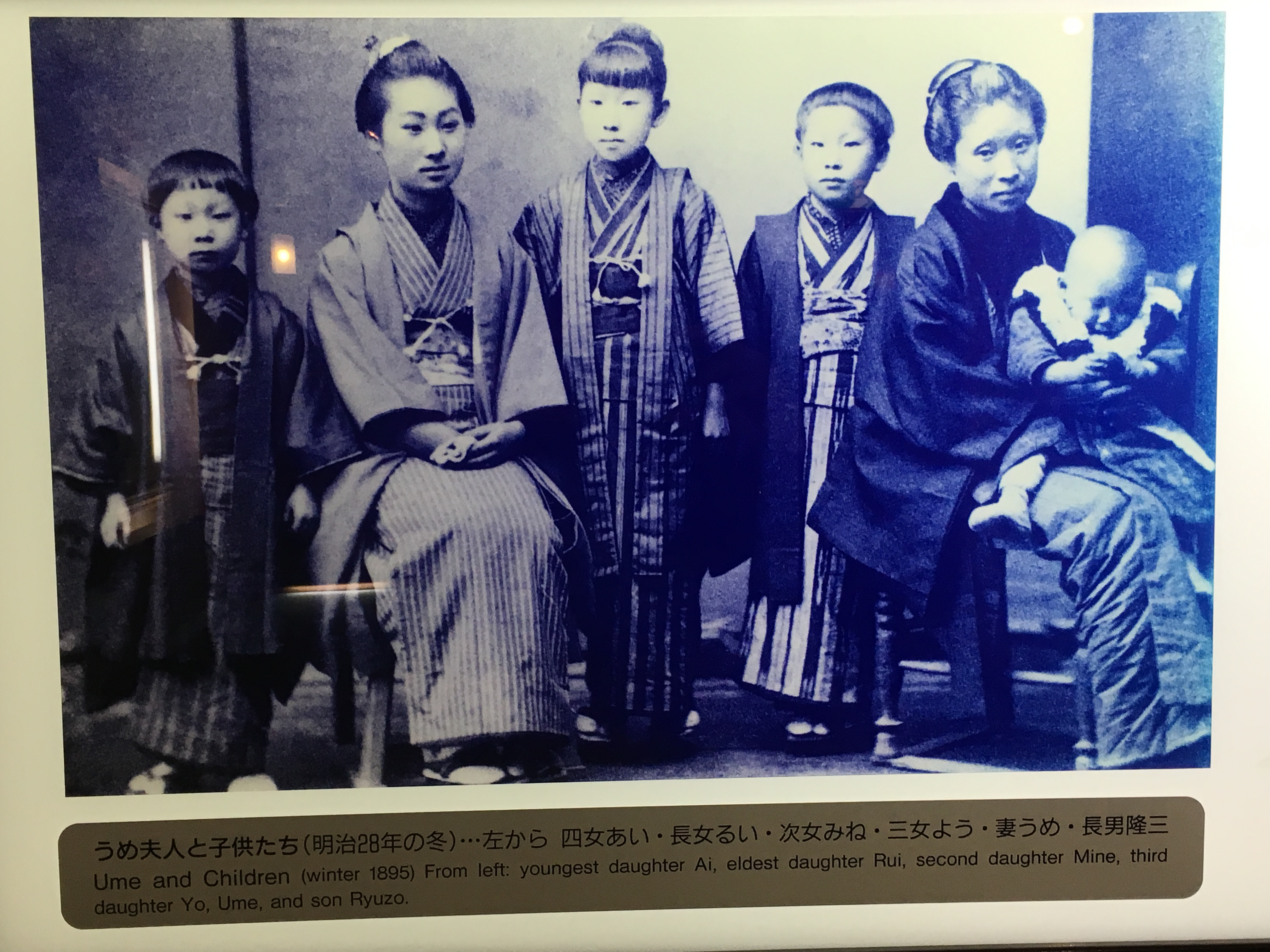
Sa femme et ses enfants.

En 1888, il participa à une foire des produits de la mer à Tokyo. Il comprit que les perles pourraient devenir un produit de la région Ise-shima. Mais la production de perles déclinait. Il proposa à Narayoshi Yanagi et à Kakichi Mitsukuri son plan pour élever des huitres perlières. Kokichi fit une étude de la région de Shima avec Yanagi. Les débuts furent très difficiles : personne ne savait comment élever des huitres perlières. Kokichi expérimenta de nombreux nucleus (le "noyau" de la perle). En 1892, une invasion d'algues rouges détruisit la majeure partie de la récolte. Mais encouragé par sa femme, il continua et une partie de la production n'avait pas été atteinte par l'invasion, notamment à Ojima Island (aussi connu comme Pearl island)
Un an plus tard, en 1893, à Ojima Island, par une chaude journée, Ume ouvrait les huitres en espérant trouver une perle et soudain, celle-ci s'écria : "Enfin".
C'était le 11 juillet 1893, Kokichi et sa femme obtinrent les 5 premières perles de culture. Il avait 35 ans. La joie fut de courte durée, Ume tomba malade, elle mourut le 25 avril 1896 à l'âge de 32 ans sans regret car elle avait vu une perle de culture produite par son mari. Elle lui avait donné 5 enfants. Il ne se remaria pas et les perles devinrent sa seconde compagne.

### Début du succès
En 1896, il ferma le restaurant de nouilles et se concentra sur le commerce des perles et obtint en 1908 le brevet pour sa production de perles. Il déménagea à Tatokujima avec toute sa famille pour faire de cette ile sa base. Les débuts furent compliqués, mais il put avoir une première récolte en 1898 et une seconde en 1900 avec 4200 perles. Son commerce commença à exploser.
En 1905, une nouvelle invasion d'algues rouges tua 850 000 huitres. Il ne récupéra que 5 perles mais comprit où placer le nucleus de manière correcte.
En 1899, Kokichi ouvrit la première boutique de perles à Tokyo dans le quartier de Ginza puis 4 ans plus tard dans la rue principale de Ginza. Ayant de nombreux clients étrangers, il envoya un de ses frères et son beau-frère aux USA dans l'espoir de développer son commerce à l'étranger. En 1902, un membre de la famille impériale emporta des perles en Angleterre (les faisant monter en bijoux à Paris auparavant) comme cadeaux.
Après cet épisode, Kokichi se concentra sur le dessin des bijoux et commença à recevoir des commandes pour la maison impériale telle que la couronne de l'empereur Taisho et le mariage de l'empereur Showa.
En 1924, Kokichi reçut le titre de pourvoyeur de la maison impériale et devint le plus prestigieux bijoutier du Japon.
En 1919, des experts se penchèrent sur les perles de cultures et les comparèrent aux perles naturelles et décidèrent qu'il n'y avait aucune différence.
En 1926, à l'âge de 66 ans, Kokichi fit un périple autour du monde de neuf mois aux USA et en Europe sur le thème des perles, visitant des laboratoires, des musées, rencontrant des célébrités. Il rencontra notamment Thomas Edison.
Edison lui dit : "les diamants et les perles sont les seules choses que je ne peux pas produire dans mon laboratoire", Kokichi lui répondit : "Si vous étiez la lune dans le monde des inventions, je ne serais qu'une étoile".

### Des perles de qualité, expositions dans le monde

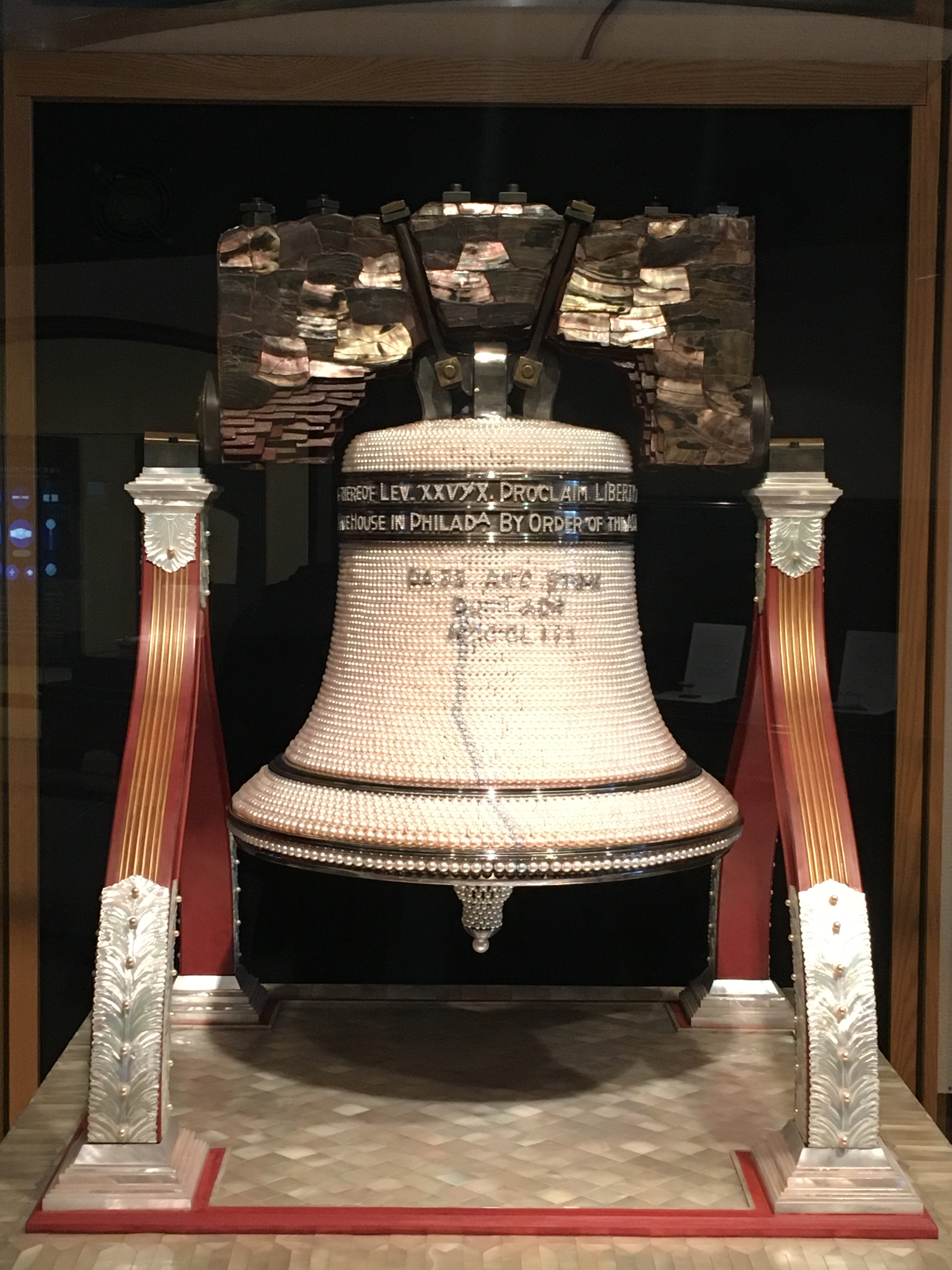
Œuvre de Mikimoto à l'Exposition de Philadelphie en 1939 12250 perles et 366 diamants.

En 1932, l'offre de perles commençait à être importante. Celles de mauvaise qualité entrainaient des plaintes des clients.
Kokichi en tant que président de l'association de la marine japonaise détruisit 850 000 perles de mauvaise qualité pour indiquer au monde que seule la qualité importait.
La maison Mikimoto participa à de nombreuses expositions partout dans le monde dont une à Philadelphie en 1939 juste avant le début de la Seconde Guerre mondiale.
Pendant la Deuxième Guerre mondiale, Kokichi ferma ses fermes et ne participa pas à l'effort de guerre japonais, "les huitres ne se battent pas".
En 1951, il reçut la visite de l'empereur Showa dans la ferme perlière de Tatoku puis en 1954, celle de l'impératrice douairière Showa.
Il s'éteignit le 21 septembre 1954.
Un musée lui est consacré sur l'île de Ojima. Il présente des objets rares, comme le Yaguruma (une boucle d'obi de la période Showa), une couronne de 872 perles (créée en 1978 pour commémorer les 85 ans de la naissance de la perle de culture) ou encore un globe de 57 kg comportant 18 774 perles, 712 diamants et 377 rubis.